# Mezofil lombos erdők
A mezofil lombos erdők avagy üde lomberdők (Querco-Fagetea Br.-Bl. & Vlieger in Vlieger 1937 em. Borhidi 1996) növénytársulástani a osztályába a közepes vízellátású, mezotróf lombos erdőket (Aestilignosa) soroljuk, a talaj kémhatásától függetlenül. Tehát ide tartoznak:
- egyrészt a bázikus talajú mezotróf erdők (Fagetalia):
  - keményfaligetek,
  - bükkösök,
  - gyertyános–tölgyesek,
  - sziklai és szurdokerdők
- másrészt a savanyú talajú mezofil erdők (Quercetalia roboris-petraeae).

Az osztályt jelenleg a különböző szerzők (az általuk tanulmányozott vidékek eltérő jellege okán) különféleképpen értelmezik.
Az atlantikus és szubatlanti éghajlatú Nyugat- és Közép-Európában igen elterjedtek a savanyú kémhatású talajok, igen változatos a rajtuk kialakult növényzet, a termoxerofil (= száraz) szubmediterrán és szubkontinentális tölgyesek viszont csak szórványosan tűnnek fel és többnyire töredékesek. Ezért az osztály leírói a savanyú talajú tölgyeseket eredetileg külön osztályként különítették el, a xeroterm erdőket viszont összevonták a mezofil erdőkkel. Kelet- és Délkelet-Európában – így a Kárpát-medencében is – a xeroterm tölgyesek rendkívül változatosak, az acidofil erdők viszont szegényesek és egyhangúak. Borhidi Attila ezért a xeroterm tölgyeseket (Quercetea pubescenti-petraeae, a nyugat-európai nevezéktan szerint Quercetalia pubescentis-petraeae) önálló osztályként elkülönítette, a mezofil lombos erdők osztályába viszont bevonta a savanyú talajú, mezofil lombos erdőket.
A Borhidi-féle felosztás szerint a mezofil lombos erdők osztályát két társulástani rendre bontjuk:
1. Bükkösök és elegyes mezofil erdők (Fagetalia sylvaticae Pawlowski in Pawl. et al. 1928)
2. Mészkerülő lombos erdők (Quercetalia roboris R. Tx. 1931)
1. A bükkösök rendjében zonális, azonális és intrazonális társulások is szerepelnek. Széles vegetációs övükbe beletartoznak a gyertyánelegyes, úgynevezett szubmontán bükkösök is; ezek Magyarország dombvidékeire és a hegyvidékek alacsonyabb régióira jellemzőek. Hozzájuk közvetlenül csatlakozik az alacsonyabb térszínek gyertyános–tölgyes erdőöve főleg gyertyános–kocsánytalan tölgyesekkel (Querco petreae-Carpinetum). A síkságra leereszkedő gyertyános – kocsányos tölgyesek (Querco robori-Carpinetum) részben azonálisak, mert talajvízfüggők is lehetnek. A keményfaligetek (Ulmenion) részben az előző öveken belül, intrazonálisan (például a patakvölgyekben) jelennek meg, részben a síksági folyók magas árterein alakulnak ki. Ez utóbbiak fajkészlete Közép-Európában igen hasonló a síksági gyertyános-tölgyesekéhez, ezért régebben egy asszociációcsoportba (Fraxino-Carpinion) vonták őket össze. A Kárpát-medencében a keményfaligetek és a gyertyános-tölgyesek florisztikai kapcsolata nem ilyen erős, mivel a gyertyános-tölgyes öv és a síksági keményfaligetek között egy erdős sztyepp öv és egy viszonylag széles tölgyes öv is van. A ligeterdők a Nyugat- és a Dél-Dunántúlon érintkeznek közvetlenül a gyertyános-tölgyes övvel, és e tájakon florisztikai kapcsolatuk rendkívül szoros. Ide soroljuk továbbá a sziklai és szurdokerdők csoportját (Tilio-Acerion) — ezek többnyire egy-egy vegetációs övhöz ragaszkodó edafikus társulások, vagyis szintén intrazonálisak. Ugyancsak intrazonálisak a savanyú talajú bükkösök (Luzulo-Fagion).
2. A mészkerülő lombos erdők (Quercetalia roboris) rendje a mészkerülő tölgyesek és nyíres-tölgyesek társulásait foglalja össze. A mészkerülő bükkösök (Luzulo-Fagion) csoportjához annyira közel állnak, hogy gyakran közös egységbe vonják őket. Megkülönböztetésüket igen eltérő megjelenésük indokolja: a savanyú talajú bükkösök erősen árnyéktűrő, zárt erdők, a nyíresek pedig igen laza koronájú, heliofil társulások. Elterjedési területük is igen különbözik: a tölgyes nyíreseké messze a keleti kontinentális régióba terjed, a bükkösök viszont szubatlanti jellegűek.